# Gevorg Badaljan
Gevorg Badaljan (arménsky Գեւորգ Բադալյան; * 5. ledna 1991, Arménská SSR, Sovětský svaz - dnešní Arménie) je arménský fotbalový útočník, od února 2023 hrající za ostravský klub TJ Unie Hlubina. Mezi jeho fotbalové vzory patří kamerunský útočník Samuel Eto'o a portugalský fotbalista Cristiano Ronaldo.
S fotbalem začínal v arménském klubu FC Bananc.